# Duitstalige Gemeenschapsverkiezingen 2014/Kandidatenlijst/Ecolo
Dit is de kandidatenlijst van Ecolo voor de Duitstalige Gemeenschapsraadverkiezingen van 2014. De verkozenen staan vetgedrukt.

## Effectieven
1. Franziska Franzen
2. Freddy Mockel
3. Roswitha Arens
4. Marc Niessen
5. Valérie Paquet
6. Björn Marx
7. Margot Malmendier
8. Jan Johanns
9. Sandra Michels
10. Rainer Hintemann
11. Ilona Kremer-Renier
12. Frédéric Arens
13. Margit Meyer
14. Pascal Jost
15. Christa Paquet-Jousten
16. Berthold Müller
17. Judith Thelen
18. Stephan Noël
19. Marlene Bongartz-Kaut
20. David Kirschvink
21. Monique Kelleter-Chaineux
22. Issa Gamboulatov
23. Hedy Dejonghe-Freches
24. Karl-Heinz Braun
25. Monika Dethier-Neumann